# Marînske, Hornostaiivka
Marînske (în ucraineană Маринське) este localitatea de reședință a comunei Marînske din raionul Hornostaiivka, regiunea Herson, Ucraina.

## Demografie
Componența lingvistică a localității Marînske
     Ucraineană (96,48%)
     Rusă (3,52%)
Conform recensământului din 2001, majoritatea populației localității Marînske era vorbitoare de ucraineană (96,48%), existând în minoritate și vorbitori de rusă (3,52%).